# Trường đóng đại số
Trong toán học, một trường {\displaystyle F} được gọi là đóng đại số nếu mọi đa thức một ẩn có bậc khác không, với hệ số trong {\displaystyle F}, có nghiệm trong {\displaystyle F}.

## Ví dụ
Trường số thực không là đóng đại số vì đa thức
{\displaystyle x^{2}+1=0}
không có nghiệm thực, mặc dù cả ba hệ số của nó (1, 0 và 1) là số thực. Cũng vì thế trường các số hữu tỷ không là đóng đại số. 
Tất cả các trường hữu hạn {\displaystyle F} không là đóng đại số vì nếu {\displaystyle a_{1}}, {\displaystyle a_{2}}, ..., {\displaystyle a_{n}} là các phần tử của {\displaystyle F}, thì đa thức
{\displaystyle (x-a_{1})(x-a_{2})\cdots (x-a_{n})+1\,}
luôn khác không trên {\displaystyle F}.
Trường số phức là trường đóng đại số theo định lý cơ bản của đại số. Một ví dụ khác của một trường đóng đại số là trường các số (phức) đại số.

## Các tính chất tương đương
Trường {\displaystyle F} là đóng đại số khi và chỉ khi nó thỏa mãn một trong các điều kiện tương đương sau:
- Mọi đa thức {\displaystyle p(x)} có bậc {\displaystyle n} ≥ {\displaystyle 1}, với hệ số trong {\displaystyle F} phân tích được thành tích các nhân tử tuyến tính, nghĩa là tồn tại các phần tử {\displaystyle k}, {\displaystyle x_{1}}, {\displaystyle x_{2}}, ..., {\displaystyle x_{n}} của trường {\displaystyle F} sao cho

{\displaystyle p(x)=k(x-x_{1})(x-x_{2})\cdots (x-x_{n}).\,}
- Trường {\displaystyle F} không có mở rộng đại số thực sự.
- Với mọi số tự nhiên {\displaystyle n}, mọi ánh xạ tuyến tính từ {\displaystyle F^{n}} vào chính nó là đẳng cấu.
- Mọi hàm hữu tỷ của một biến {\displaystyle x}, với hệ số trong {\displaystyle F}, có thể viết như tổng của các hàm đa thức của các hàm hữu tỷ dạng {\displaystyle a/(x-b)^{n}}, trong đó {\displaystyle n} là số tự nhiên, và {\displaystyle a}, {\displaystyle b} là các phần tử của {\displaystyle F}.

## Các tính chất khác
Nếu {\displaystyle F} là một trường đóng đại số, {\displaystyle a} là phần tử của {\displaystyle F}, và {\displaystyle n} là số tự nhiên, thì {\displaystyle a} có một căn bậc {\displaystyle n}th trong {\displaystyle F}(vì phương trình {\displaystyle x^{n}-a=0} có nghiệm trong {\displaystyle F}. Tuy thế, có những trường có căn bậc {\displaystyle n}th (với mọi số tự nhiên {\displaystyle n}) nhưng không là trường đóng đại số.
Theo bổ đề Zorn, mọi trường {\displaystyle F} có bao đóng đại số duy nhất, đó là trường đóng đại số nhỏ nhất chứa {\displaystyle F} như một trường con.